# Ljugarn
Ljugarn ist ein Ort (småort) auf der schwedischen Insel Gotland in der Provinz Gotlands län und der historischen Provinz Gotland.
Der Ort in der Gemeinde Gotland ist eine Streusiedlung und liegt an der Ostküste der Insel. Ljugarn liegt 42 km südlich von Slite und 42 km südöstlich von Visby. Der Ort weist während der Sommermonate jeweils vorübergehend eine viel höhere Einwohnerzahl auf als die Zahl der ganzjährig dort wohnenden Personen.

## Geschichte
Ljugarn ist ein alter Hafen an der Grenze zweier gotländischer Verwaltungsdrittel, dem Mittel- und dem Süddrittel. Die Insel ist seit alters her in Drittel unterteilt. Im 17. Jahrhundert wurde am Hafen ein Kalkofen gebaut und Anfang des 18. Jahrhunderts ein zweiter „Storugn“ (Großofen) genannt, dessen Ruine noch zu sehen ist. Der für die Landhäfen zugelassene Export von Kalk, Holz und Teer blühte. Einen weiteren Aufschwung erlebte der Ort, als hier ab 1828 der Verkauf von Kaufmannswaren erlaubt wurde, was bis dahin der Stadt Visby vorbehalten war. Der Handel wurde durch das auf der ganzen Insel tätige Handelshaus Donner bewerkstelligt. In Ljugarn übernahm ihn Ende des 19. Jahrhunderts Jacob Gottfrid Claudelin.
Um die Jahrhundertwende entwickelte sich Ljugarn zu einem beliebten Bade- und Ferienort. Der Tourismus auf Gotland begann mit der Prinzessin Eugenie, die 1860 aus Gesundheitsgründen auf die Insel kam und südlich von Visby die Sommervilla Fridhem bauen ließ. Gotland zu besuchen wurde in Hofkreisen Mode und auch Schriftsteller, Musiker und Künstler verbreiteten ein Image von der Insel, das dem Fremdenverkehr zugutekam. Die „Vereinigung der Freunde des Badeortes Ljugarn“, baute am Strand Saunen und ein Gesellschaftshaus. 1930 gab es hier fünf Pensionen und prominente Sommergotländer bauten hier Sommerhäuser.
Die älteste Bebauung bestehend aus rund 20 umgebauten Bohlenhäusern liegt in Ljugarn entlang der Landstraße zum Hafen. Der so genannte „Gelbe Hof“ ist einer der ältesten. Am Ende des Storvägen liegt der Claudelinsche Hof, der von Jacob Gottfrid Claudelin errichtet wurde. Es ist ein Überbleibsel aus der Zeit Ljugarns als Handelsort das aus einem Ensemble aus großem Kalksteinhaus mit stattlichem Portal, Laden, Magazin und Park besteht. Am Hafen liegen mehrere Magazingebäude, die mit dem Landhandel zusammenhängen. Hier befindet sich ein Zollhaus von 1853, das heute als Jugendherberge genutzt wird und der Strandritterhof, ein Baudenkmal und Museum.
Der Strandritter war der Zollaufseher. Die gotländischen Bauern waren verpflichtet, ihm ein Wohnhaus mit gewissem Standard einzurichten. Der Strandritterhof in Ljugarn wurde vermutlich in der Mitte des 18. Jahrhunderts erbaut und vermittelt ein anschauliches Bild vom Leben eines Zollaufsehers. Das Kulturgeschichtliche Museum in Visby besitzt das Nutzungsrecht am Hof und hat diesen als Strandrittermuseum eingerichtet. Anfang des 20. Jahrhunderts wuchs die Sommerhausbebauung entlang des Strandweges. 1914 wurde von dem Künstler Louis Sparre das Anwesen „Sandarve“ in national romantischem Stil erbaut; „Tallunden“ ist eine große Sommervilla mit Glasveranda, die 1912 in zeittypischem Stil erbaut worden ist. Ljugarns Badpensionat entstand in den 1920er Jahren ebenso wie die Pensionate Lävängen und Bringsarve. Zwischen Stor- und Strandvägen kam später weitere Bebauung hinzu. Freizeithäuser wurden auch nach Norden hin bis hinter den alten Fischerhafen Vitvär errichtet.

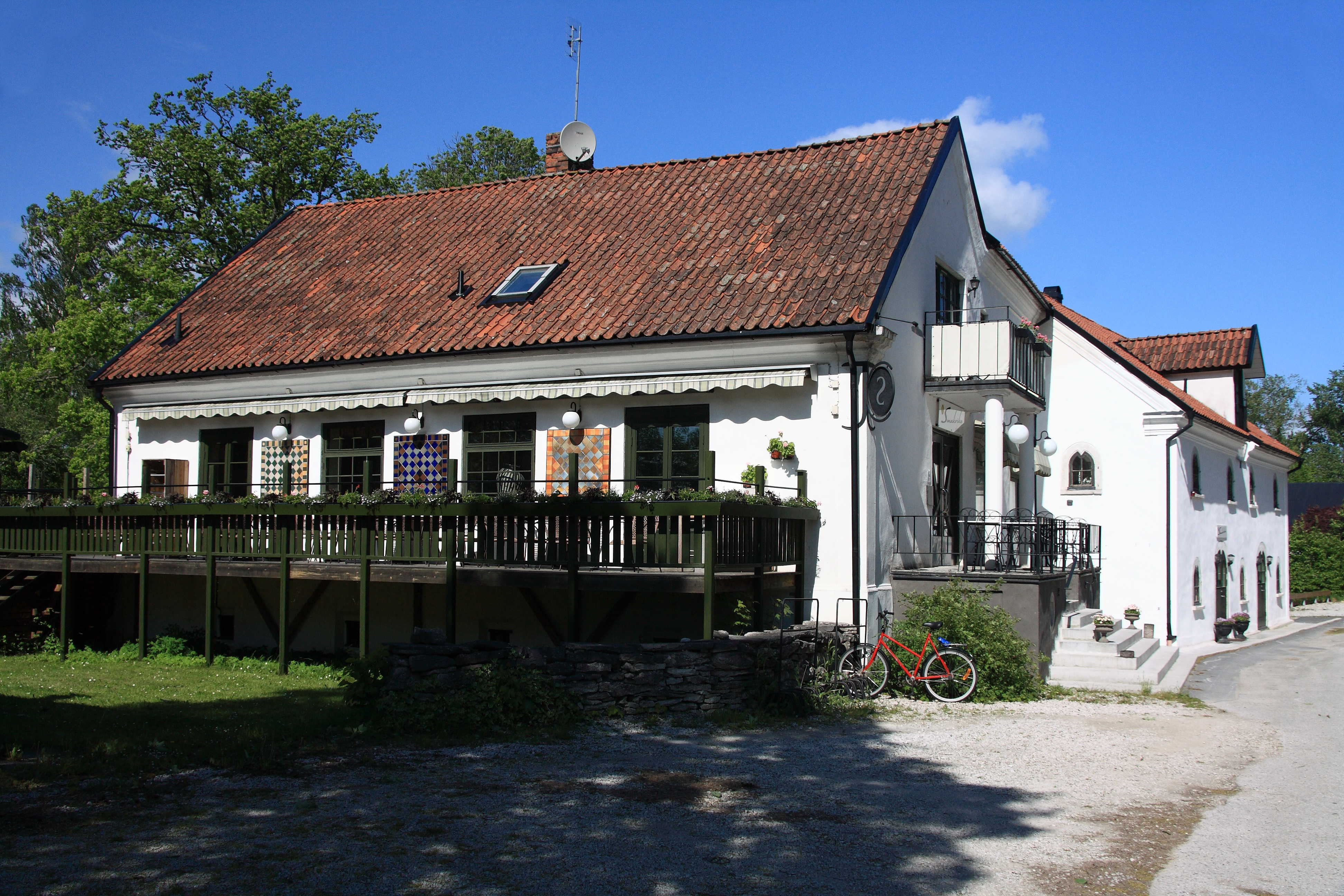
In Ljugarn
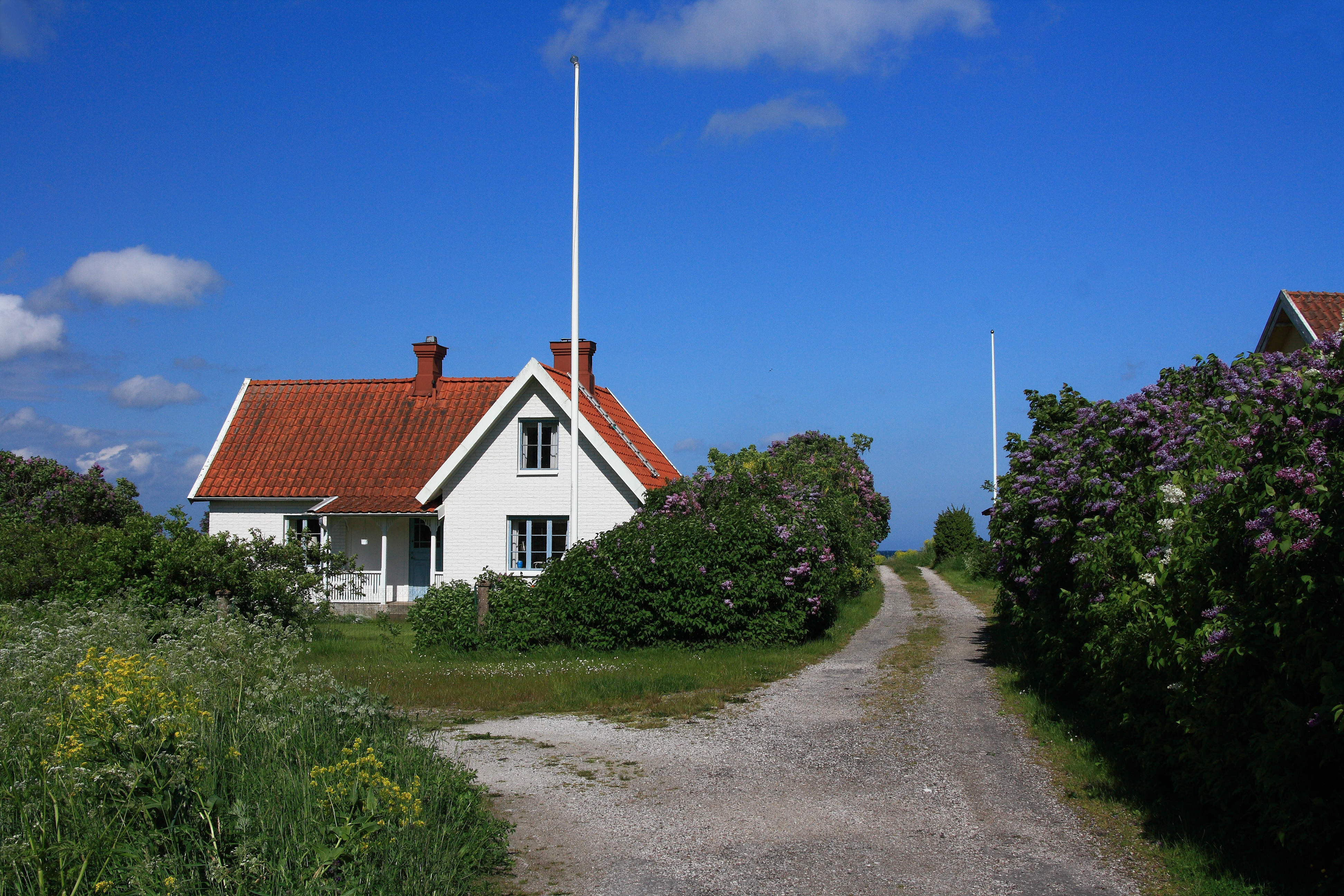
In Ljugarn
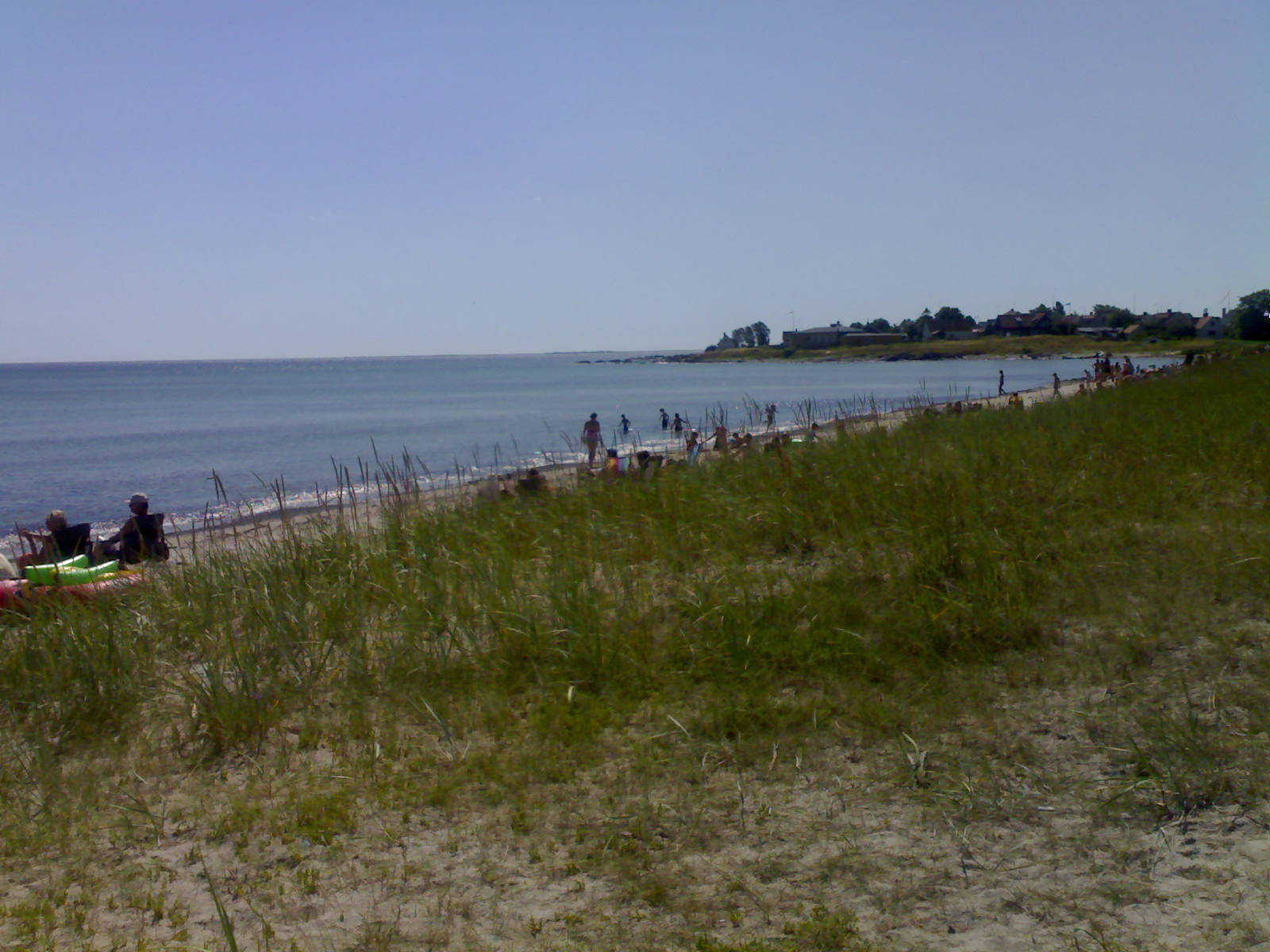
Strand von Ljugarn

Im Süden von Ljugarn liegt abgeschieden und fast unzugänglich der alte Hafen von Ljugarn (gamla hamn i Lugjarn) der einer der einst über 50 gotländischen Fischerstellen war. 1933 war hier Schluss mit der Berufsfischerei. Geschichtlich gesehen spielte der Ort nie die Rolle wie benachbarte Fischerstellen, die schon zur Wikingerzeit von Bedeutung waren.

## Umgebung
Zwei Kilometer nordwestlich von Ljugarn liegt an der Küste der alte Fischerhafen Vitvär. 2,5 km nordwestlich von Ljugarn befindet sich das zum Naturreservat erklärte Raukargebiet Folhammar.